# Kreislaufantrieb
Der Kreislaufantrieb ist ein Verfahren zum außenluftunabhängigen Antrieb von Unterseebooten. Er besteht im Wesentlichen aus einem Dieselmotor, der unter Wasser mit komprimiertem oder Flüssigsauerstoff betrieben wird.

## Geschichte
Der Kreislaufantrieb wurde während des Zweiten Weltkriegs in Deutschland entwickelt und war mit und nach dem Walter-Antrieb der fortschrittlichste U-Boot-Antrieb seiner Zeit. Ab 1944 waren fast alle U-Boot-Entwürfe des Amtes für Kriegsschiffbau mit Kreislaufantrieb ausgestattet. Aufgrund des Kriegsendes blieb es jedoch bei der Planung bzw. bei Prüfstandläufen.
Nach dem Krieg wurde die außenluftunabhängige Walter-Technik von England, den Vereinigten Staaten und der Sowjetunion (Projekt 615) erprobt. Unfälle bei der Handhabung des konzentrierten Wasserstoffperoxids führten aber bald zur Einstellung der weiteren Entwicklung.
Heute wird der Kreislaufantrieb noch in einigen zivilen Tauchfahrzeugen, etwa der TOURS-Klasse, eingesetzt. Bei konventionell angetriebenen militärischen Tauchbooten hat man weitgehend den dieselelektrischen Antrieb beibehalten. Eine mögliche Alternative ist der Kreislaufantrieb auf Turbinenbasis (System MESMA) zur Erhöhung der Reichweite und Geschwindigkeit. Mit der Weiterentwicklung der passiven Sonartechnik erscheinen geräuschärmere Antriebe und damit Brennstoffzellen zunehmend vorteilhafter.

## Funktionsprinzip
Bei Überwasser- oder Schnorchelfahrt arbeitet der Dieselmotor mit Außenluft. Zur tiefgetauchten Fahrt wird auf Kreislauf umgestellt. Anstelle der Außenluft wird nun ein Gemisch aus Kohlenstoffdioxid aus dem Abgas und aus Sauerstoff aus dem Bootsvorrat verwendet, das einen ähnlichen Sauerstoffanteil wie die Außenluft enthält. So bleibt der Sauerstoffanteil im Verbrennungsluftgemisch gleich. Ein Druckregler sorgt dafür, dass genau die richtige Menge Abgas außenbords gedrückt wird, um einen konstanten Druck im Kreislauf zu halten. Der Sauerstoff wird entweder in Druckgasflaschen oder kryogen/LOX in zylindrischen Tanks gelagert, wobei letzteres platzsparender, aber technisch aufwändiger ist.